# M21 (semovente)
Il M21 Mortar Motor Carriage (MMC) era un semovente porta-mortaio su telaio semicingolato, utilizzato dall'United States Army durante la seconda guerra mondiale. Il mezzo era armato con un mortaio da 81 mm M1; l'armamento secondario era costituito da una mitragliatrice pesante raffreddata ad aria Browning M2 in calibro 12,7 mm. Venne prodotto dalla White Motor Company nel 1944 in soli 110 esemplari.

## Tecnica

### Specifiche
Le specifiche tecniche del M21 sono simili a quelle del semicingolato M3 Half-track, del quale utilizza lo scafo. Il veicolo era lungo 6,32 m, largo 1,96 m ed alto 2,26 m, con un passo di 3,44 m. Le ruote anteriori era dotate di sospensioni a balestra, mentre il treno di rotolamento dei cingoli impiegava sospensioni a molloni verticali (VVSS). Il veicolo era propulso da un motore a benzina esacilindrico White 160AX da 128 hp, da 6.330 cm³, con un rapporto di compressione di 6,3:1. Il M21 raggiungeva la velocità di 72 km/h. Il serbatoio carburante da 230 litri garantiva un'autonomia di 240 km. Il rapporto peso-potenza era di 15,8 hp/t, con un peso di 9 tonnellate.

### Progetto
Il M21 aveva una struttura diversa rispetto ai precedenti semicingolati portamortaio M4 e M4A1 MMC che andava a rimpiazzare. Innanzitutto i due mezzi si basavano sugli scafi di due mezzi diversi: il M4 si basava sul M2, mentre il M21 sull'M3. Inoltre erano diverse posizioni ed orientamento del mortaio: sull'M4 era posizionato nella parte posteriore del vano di combattimento ed era orientato in fuga, mentre sull'M21 il pezzo era in posizione più avanzata e orientato verso il muso.
Il mortaio poteva essere brandeggiato di 30° su entrambi i lati, mentre l'elevazione era compresa tra +40° e +80°. Se necessario poteva essere sbarcato ed utilizzato a terra. L'armamento secondario del mezzo era costituito da una mitragliatrice pesante Browning M2 da 12,7 mm, montata su un piedistallo sul retro del vano di combattimento.

## Storia

### Sviluppo
L'M4 venne sviluppato per rispondere all'esigenza di un veicolo porta-mortaio specializzato su scafo M2 e l'M21 avrebbe dovuto rimpiazzarlo. L'M4 era pensato per il solo trasporto del mortaio, che poi normalmente veniva messo in batteria a terra; solo in caso di emergenza era previsto il tiro da bordo. La versione migliorata M4A1 aveva il pianale del vano di combattimento rinforzato: il mortaio poteva quindi sparare direttamente dal veicolo, ma la canna era orientata verso il retro del mezzo ed aveva un ridotto brandeggio. Tale disposizione causava tali problemi all'equipaggio che addirittura la 2nd Armored Division provvide a modificare direttamente i mezzi in modo che potesse sparare in caccia.
L'Ordnance Department seguì l'esempio e sviluppò un nuovo porta-mortaio da 81 mm, il T19 MMC, basato sullo scafo dell'M3 Half-track, con la parte posteriore del mezzo più lunga e spaziosa. Il T19 superò le prove della fase di sviluppo, che completò nel luglio 1943, e venne acquisito come M21 MMC.

### Impiego operativo
Il porta-mortaio M21 servì principalmente sul fronte occidentale in Normandia e nel sud della Francia, poi nell'offensiva delle Ardenne, nella liberazione del Belgio e dell'Olanda e infine nell'invasione alleata della Germania. Venne schierato da 3rd, 1st e 7th United States Army durante la campagna di Francia, e dalla 2nd Armored Division, che ne aveva curato lo sviluppo iniziale. In aggiunta a questi mezzi, 57 semoventi vennero ceduti alle forze della Francia libera.
Fu dichiarato obsoleto nel 1945, quando la potenza del mortaio da 81 mm M1 era diventata insufficiente per fornire un efficace supporto di fuoco.

### Tattica
I battaglioni corazzati e di fanteria meccanizzata standard schieravano un plotone mortai equipaggiato sia con M21 che con i più vecchi M4 MMC. La funzione del mezzo era quella di fornire supporto di fuoco indiretto alla fanteria o ad illuminare i bersagli con munizioni illuminanti, tuttavia trovò limitato impiego poiché la White Motor Company riuscì a produrre solo 110 M21 nel 1944.